# La Mojonera (ort i Spanien)
La Mojonera är en ort i Spanien.   Den ligger i provinsen Provincia de Almería och regionen Andalusien, i den södra delen av landet, 400 km söder om huvudstaden Madrid. La Mojonera ligger 1 106 meter över havet och antalet invånare är 7 819.
Terrängen runt La Mojonera är bergig. Runt La Mojonera är det mycket glesbefolkat, med 5 invånare per kvadratkilometer. La Mojonera är det största samhället i trakten. 